# Angélique Paulet
Pour les articles homonymes, voir Paulet.
Angélique Paulet, née vers 1591 ou 1592 et morte en 1650, est une précieuse, chanteuse et joueuse de luth française.

## Biographie
Angélique Paulet naît vers 1591 ou 1592. Elle est la fille du financier Charles Paulet, un des secrétaires de la chambre du roi Henri IV. Son grand-père est contrôleur général des finances en Languedoc sous les Valois.
Elle reçoit l'éducation la plus brillante. Mlle de Scudéri, qui la fait figurer dans son roman, le Grand Cyrus, sous le nom d'Élise, la présente sous les traits les plus enchanteurs.
Elle est une des habituées du célèbre salon littéraire de Catherine de Vivonne, marquise de Rambouillet, où elle s'appelle « La Lionne rousse » et « La belle Lionne », non seulement à cause de se cheveux un peu trop dorés peut-être, mais aussi à cause de ses grands yeux pleins d'ardeur, à cause de son air plein d'assurance et de fierté.
Elle paraît pour la première fois à la cour en 1609, dans une fête donnée par Henri IV en l'honneur de Charlotte-Marguerite de Montmorency, princesse de Condé. Parmi les divertissements qu'on donne à la cour figure une comédie mêlée de chants, représentant les aventures d'Arion. Le rôle d'Arion est confié à Mlle Paulet. Lorsqu'elle apparaît montée sur son dauphin, elle provoque l'admiration universelle et « le roi en fut si transporté, dit Mlle de Scudéri, que, sans attendre la fin de la cérémonie, il fut l'embrasser. ».
On lui prête une aventure avec le roi. Selon Gédéon Tallemant des Réaux, Henri IV aurait été assassiné alors qu'il se rendait chez elle,.
Angélique Paulet se produit souvent aux assemblées de la Chambre bleue en chantant et en jouant du luth. 
Elle a pour maître de musique Pierre Guédron, chef de musique d'Henri IV et de Louis XIII.
Il existe une fable à son sujet selon laquelle des rossignols seraient morts de jalousie après l'avoir entendue chanter.
Elle refuse de se marier, perd ses parents et se trouve seule. Dépouillée de la fortune de son père, elle n'obtient, qu'avec difficulté, qu'une petite partie.
Angélique Paulet meurt en 1650,.
L'instrument de musique angélique, qui est apparu à Paris au XVIIe siècle, porte peut-être son nom.